# Елпатьевский, Константин Васильевич
Константин Васильевич Елпатьевский (1854—1918 или 1933) — русский педагог, историк; автор ряда учебников и пособий по истории.

## Биография
Родился 12 сентября 1854 года[по какому календарю?] в Санкт-Петербурге в семье профессора логики и нравственной философии Римско-католической духовной академии Василия Кондратьевича Елпатьевского и его супруги Юлии Викентьевны.
В 1864 году поступил в Ларинскую гимназию, которую окончил в 1871 году с серебряной медалью; высшее образование получил на историко-филологическом факультете Императорского Санкт-Петербургского университета. В 1889-1897 гг. – учитель истории Елизаветинского института, а также учитель Земской учительской школы (1894-1900), преподаватель истории (с 1875 г.) и инспектор (1885-1906) Василеостровской женской гимназии. В 1900 г. – председатель, в 1901-1906 гг. – товарищ председателя Общества вспомоществования нуждающимся учащимся Василеостровской женской гимназии.
Время и место смерти достоверно неизвестны; источники указывают 1918 год (самоубийство, был действительным статским советником) и 1933 год.
Семья
Жена – Елизавета Людвиговна Елпатьевская (урожд. Чернай) (1859-1942).  Дети – Евгения, Константин, Елизавета.

## Труды[3]
- Учебник русской истории: С прил. родослов. и хронол. табл. и указ. личн. имен. СПб.: тип. В. Демакова, 1888-1889. 2 т.
- Сборник бытовых статей по русской истории: В пособие учащимся сост. К. Елпатьевский. Вып. 1-. СПб.: тип. В.Ф. Демакова, 1881.
- Сборник легенд и стихотворений из всеобщей истории: Ист. хрестоматия для учащихся. СПб.: тип. М.М. Стасюлевича, 1906. 456 с.
- Подробный конспект учебного курса русской истории: Пособие для учащихся. 2-е изд. СПб.: тип. М.М. Стасюлевича, 1907. 131 с.
- Сборник бытовых очерков из русской истории: Ист. хрестоматия для учащихся. СПб.: тип. М.М. Стасюлевича, 1908. 482 с.
- Рассказы и стихотворения из русской истории: Ист. хрестоматия для мл. кл. сред. учеб. заведений. 3-е вновь перераб. изд. СПб.: тип. М.М. Стасюлевича, 1909. 497 с.